# 1,3-Bisfosfoglicerinska kiselina
1,3-Bisfosfoglicerinska kiselina (1,3-Bisfosfoglicerat, 1,3BPG) je trougljenični organski molekul prisutan u većini, ako ne i u svim, živim organizmima. On se prvenstveno javlja kao metabolički intermedijer u glikolizi tokom respiracije i |Kalvinovog ciklusa tokom fotosinteze. 1,3BPG je prelazno stanje između glicerat 3-fosfata i gliceraldehid 3-fosfata tokom fiksacije/redukcije 2. 1,3BPG je takođe prekurzor 2,3-bisfosfoglicerata, koji je reakcioni intermedijer u glikolitičkom putu.

## Biološka struktura i uloga
1,3-Bisfosfoglicerat je konjugovana baza 1,3-bisfosfoglicerinske kiseline. On se fosforiliše na uljenicima 1 i 3. Rezultat fosforilacije je 1,3BPG koji ima važna biološka svojstva kao što je sposobnost da fosforiliše ADP do ATP-a.

### Glikoliza
| -gliceraldehid 3-fosfat | gliceraldehid fosfat dehidrogenaza | gliceraldehid fosfat dehidrogenaza | [[1,3-bisfosfoglicerat\|1,3-bisfosfo--glicerat]] | 3-fosfoglicerat kinaza | 3-fosfoglicerat kinaza | [[3-fosfoglicerat\|3-fosfo--glicerat]] |
|                         |                                    |                                    |                                                  |                        |                        |                                        |
|                         |                                    | ADP                                | ATP                                              |                        |                        |                                        |
|                         |                                    |                                    |                                                  |                        |                        |                                        |
|                         |                                    | ADP                                | ATP                                              |                        |                        |                                        |
|                         |                                    |                                    |                                                  |                        |                        |                                        |
|                         | gliceraldehid fosfat dehidrogenaza | gliceraldehid fosfat dehidrogenaza |                                                  | 3-fosfoglicerat kinaza | 3-fosfoglicerat kinaza |                                        |

Јedinjenje C00118 u KEGG Metabolički put bazi podataka. Enzim 1.2.1.12 u KEGG Metabolički put bazi podataka. Јedinjenje C00236 u KEGG Metabolički put bazi podataka. Enzim 2.7.2.3 u KEGG Metabolički put bazi podataka. Јedinjenje C00197 u KEGG Metabolički put bazi podataka.

## Literatura
- Alberts, Bruce;  . (2001). Molecular Biology of the Cell. New York: Garland Science. ISBN 978-0-8153-4072-0.
- Germann, William J.; Stanfield, Cindy L. (2002). Principles of Human Physiology. San Francisco: Benjamin Cummings. ISBN 978-0-8053-6056-1.
- Stryer, Lubert;  . (2002). Biochemistry (5th изд.). New York: W. H. Freeman. ISBN 978-0-7167-4684-3.

## Spoljašnje veze
- Архивирано 2013-04-14 на сајту